# Atta
Atta (česky střihač) je rod mravencovitých zahrnující sedmnáct druhů, žijících na americkém kontinentu od Texasu po severní Argentinu.
Tito mravenci jsou známi tím, že specializované dělnice kusadly odkrajují ze stromů kousky listů a květů, které odnášejí do svého mraveniště. Zde z rostlinného materiálu připravují substrát, na němž pěstují pečárkovité houby, jejichž výrůstky na vláknech zvané gongylidia jim slouží jako výhradní potrava. Tento případ symbiózy, trvající už více než padesát milionů let, vykazuje nápadné analogie s lidským zemědělstvím. Každá královna zakládající novou kolonii si přináší z původního mraveniště část mycelia. Mravenci houby ošetřují a hnojí, zabraňují vzniku nežádoucích plodnic a odstraňují plevelné houby z rodu Escovopsis za pomoci baktérie Pseudonocardia, fungující jako antibiotikum, kterou si pěstují ve zvláštních prohlubních na hrudi. Mravenci spotřebují enormní množství listí, proto patří k vážným škůdcům ovocných stromů.
Kolonie mravenců Atta čítá až deset milionů jedinců, mraveniště může mít rozlohu až třicet čtverečních metrů a sahat do sedmimetrové hloubky. Sociální struktura je velmi složitá, jednotlivé typy dělnic jsou úzce zaměřeny na získávání listů, péči o houby nebo na obranu před parazitickými muškami z čeledi Phoridae. Královny dorůstají délky přes dva centimetry.
Podle tohoto rodu je pojmenována postava mravenčí princezny Atty ve filmu Život brouka.

## Druhy
- Atta bisphaerica
- Atta capiguara
- Atta cephalotes
- Atta colombica
- Atta cubana
- Atta goiana
- Atta insularis
- Atta laevigata
- Atta mexicana
- Atta opaciceps
- Atta pilosa
- Atta robusta
- Atta saltensis
- Atta sexdens
- Atta tardigrada
- Atta texana
- Atta vollenweideri